# Evermore (группа)
Evermore — новозеландская рок-группа, образованная в 1999 году в городе Фейлдинг (Новая Зеландия), в составе трёх братьев: Джона (гитара, вокал), Питера (клавишные, бас-гитара, вокал) и Дэнна Хьюма (барабаны, гитара, вокал). С 2004 по 2007 год группа базировалась в Сиднее, а затем в Мельбурне, пока не прекратила свою деятельность в 2014 году. Evermore выпустили четыре студийных альбома: Dreams (2004), Real Life (2006), Truth of the World: Welcome to the Show (2009) и Follow The Sun (2012), а также альбом-компиляцию с собственным названием Evermore (2010). Real Life и Truth of the World стали их самыми популярными студийными альбомами в Новой Зеландии и Австралии, а Dreams и Real Life получили платиновые сертификаты Австралийской ассоциацией звукозаписывающих компаний (ARIA).
Самыми успешными синглами Evermore стали «Running», «Light Surrounding You» (оба 2006) и «Hey Boys and Girls (Truth of the World pt.2)» (2009) — «Light Surrounding You» занял первое место в Австралии. Группа была номинирована на семь музыкальных премий ARIA Music Awards и получила две премии New Zealand Music Awards. Участники группы получили премию за написание песен APRA Silver Scroll и премию Channel V Oz Artist of the Year. С конца 2014 года Evermore не выступали публично, и каждый из участников занялся сольной карьерой.

## История
См. также «Evermore History» в английском разделе.
Группа Evermore была сформирована в городе Фейлдинг (Манавату, Новая Зеландия) в 1999 году как Electro тремя братьями Джоном Коббе Хьюмом (урождённый Джонатан Дэниел Коббе, 1983 или 1984 Лисмор, Австралия) на гитаре и вокале, Питер Элиша Хьюм (урождённый Питер Элиша Коббе, 1985, Вангапараоа) на клавишных и бас-гитаре, и Дэнн Хьюм (урождённый Дэниел Бенджамин Коббе, 1987, Файлдинг) на барабанах, гитаре и вокале:1. Один из их предков Джон Коббе (1859—1944) владел магазином в Филдинге, стал членом парламента Новой Зеландии от Оруа, а затем фермером, разводившим овец:304. Братья познакомились с музыкой в юном возрасте благодаря коллекции пластинок своих родителей.
С 1994 года все три брата находились на частичном домашнем обучении в Фейлдинге у своей матери и получали уроки игры на фортепиано, но сами обучались игре на других инструментах. На музыкальную карьеру их вдохновили The Who, Led Zeppelin и Crowded House. Electro приняли участие в конкурсе Rockquest для школьных групп в 1999 году. Они сменили название на «Evermore», что отсылает к песне Led Zeppelin «The Battle of Evermore» (1971). Джон говорил, что родители трио поддерживали их: «Они всегда хотели, чтобы мы занимались чем-то творческим… Ничто не было слишком рискованным».

## Дискография
См. также «Evermore discography» в английском разделе.
- 2004: Dreams
- 2006: Real Life
- 2009: Truth of the World: Welcome to the Show
- 2012: Follow The Sun

## Награды и номинации

### New Zealand Music Awards
| Год  | Номинированная работа   | Категория                 | Результат | Ссылка |
| ---- | ----------------------- | ------------------------- | --------- | ------ |
| 2007 | Real Life               | Album of the Year         | Номинация | [ 14 ] |
| 2007 | «Light Surrounding You» | Single of the Year        | Победа    | [ 14 ] |
| 2007 | Evermore                | People’s Choice Award     | Номинация | [ 14 ] |
| 2007 | Real Life               | Best Group                | Номинация | [ 14 ] |
| 2007 | Real Life               | Best Rock Album           | Номинация | [ 14 ] |
| 2007 | Evermore                | International Achievement | awardee   | [ 14 ] |

### ARIA Music Awards
ARIA Music Awards — ежегодная церемония, проводимая Австралийской ассоциацией звукозаписывающих компаний (ARIA), на которой отмечаются достижения, инновации и достижения во всех жанрах австралийской музыки. Они начали проводиться в 1987 году.
| Год  | Номинированная работа   | Категория                   | Результат | Ссылка |
| ---- | ----------------------- | --------------------------- | --------- | ------ |
| 2005 | Dreams                  | Album of the Year           | Номинация | [ 16 ] |
| 2005 | Dreams                  | Breakthrough Artist — Album | Номинация | [ 16 ] |
| 2005 | Evermore                | Best Group                  | Номинация | [ 16 ] |
| 2005 | Dreams                  | Best Rock Album             | Номинация | [ 16 ] |
| 2005 | «For One Day»           | Single of the Year          | Номинация | [ 16 ] |
| 2007 | «Light Surrounding You» | Best Pop Release            | Номинация | [ 17 ] |
| 2009 | «Hey Boys and Girls»    | Highest Selling Single      | Номинация | [ 18 ] |

### Другие награды и номинации

#### Награды
- 2005 MTV Australia Awards, Supernova Breakthrough Act за Dreams
- 2005 APRA Silver Scroll Award за «It’s Too Late»[19]
- 2007 Channel V Oz Artist of the Year[20]

#### Номинации
- 2005 Jack Awards, Best Live Newcomer[21]
- 2006 APRA Silver Scroll Award за «Running»[19]
- 2010 APRA Awards, Most Played Australian Work и Rock Work of the Year за «Hey Boys and Girls (Truth of the World pt.2)»[22][23]
- 2013 APRA Rock Work of the Year за «Follow the Sun» в исполнении Dann, Peter and Jon Hume[24]